# Mellor (Lancashire)
Mellor – wieś w Anglii, w hrabstwie Lancashire, w dystrykcie Ribble Valley. Leży 40 km na północny zachód od miasta Manchester i 300 km na północny zachód od Londynu. Miejscowość liczy 1490 mieszkańców.